# Lonchognatha
Clade
Lonchognatha est une sous-famille de ptérosaures du Jurassique au Crétacé inférieur en Chine dans le clade des Novialoidea. 

## Fossiles
Selon Paleobiology Database en 2025, ce clade des Lonchognatha a vingt-et-une collections référencées de fossiles. Cette collection de fossiles est de l'Angulata du Jurassique inférieur à l'Aptien inférieur du Crétacé inférieur, c'est-à-dire date de 201,4-119,57 Ma avant notre ère . 

## Historique
Le clade des Lonchognatha est décrit en 2003 par le paléontologue D. M. Unwin,. 

## Taxons inclus
Selon PaleoDB en 2025, ce clade des Lonchognatha a deux taxons inclus :
- †Harpactognathus Carpenter et al. 2003, genre monotypique avec l'espèce Harpactognathus gentryii
- †Monofenestrata Lü et al., 2010 clade[1]

## Classification
Une synthèse des cladogrammes des Pterosauria donne la position relative de Lonchognatha au milieu des autres familles :
- Pterosauria
  - Eopterosauria
    - Eudimorphodontoidea
      - Eudimorphodontidae

    - Preondactylia
      - Preondactylidae

  - Macronychoptera
    - Dimorphodontia
    - Novialoidea
      - Campylognathoididae
      - Lonchognata
        - Rhamphorhynchidae
        - Monofenestrata
          - Darwinoptera
          - Caelidracones
            - Anurognathidae
            - Pterodactyloidea
              - Archaeopterodactyloidea
                - Germanodactylidae
                - Euctenochasmatia
                  - Pterodactylidae
                  - Ctenochasmatoidea
                    - Gallodactylidae
                    - Ctenochasmatidae

              - Eupterodactyloidea
                - Pteranodontia
                  - Nyctosauridae
                  - Pteranodontoidea
                    - Pteranodontidae
                    - 
                      - Istiodactylidae
                      - 
                        - Boreopteridae
                        - 
                          - Anhangueridae
                          - Ornithocheiridae

                - Azhdarchoidea
                  - Tapejaridae
                  - Neoazhdarchia
                    - 
                      - Chaoyangopteridae
                      - Azhdarchidae

                    - 
                      - Thalassodromidae
                      - Dsungaripteridae

### Publication originale
- [2003] (en) David M. Unwin, « On the phylogeny and evolutionary history of pterosaurs", in Eric Buffetaut, Jean-Michel Mazin ed., Evolution and Palaeobiology of Pterosaurs », Geological Society, London, Special Publications, vol. 217,‎ 2003, p. 139-190 (DOI 10.1144/GSL.SP.2003.217.01.11).